# Ivanhoé (film, 1952)
Pour les articles homonymes, voir Ivanhoé.
Pour plus de détails, voir Fiche technique et Distribution.
Ivanhoé est un film américano-britannique réalisé par Richard Thorpe, sorti en 1952.
Le film est inspiré d’Ivanhoé (1819), le premier roman de l’écrivain écossais Walter Scott.
Film pour la jeunesse dans lequel figure Elizabeth Taylor,,, son scénario met à l'honneur les valeurs chevaleresques et la lutte contre toute forme d'injustice,.
La quête épique et romanesque d'un jeune chevalier, fidèle à son roi, pour reconquérir son honneur, son rang, le cœur de sa belle, et libérer son pays de l'oppression exercée sur le peuple par un prince félon.

## Synopsis
De retour de croisade en Terre sainte, le seigneur saxon Wilfred d'Ivanhoé retrouve une Angleterre meurtrie sous le joug tyrannique des Normands et de Jean sans Terre, frère félon du roi Richard, qui s'est emparé du trône en l'absence du souverain meneur des croisés. Sans le sou et renié par son père Cédric, Ivanhoé fait le serment de réunir tant bien que mal la rançon de cent cinquante mille marks d'argent réclamée par Léopold V d'Autriche pour la libération de Richard Cœur-de-Lion, capturé sur le chemin le ramenant en Angleterre.
Aidé de son fidèle écuyer Wamba, ancien bouffon de la maison de Cédric qu'il affranchit, Ivanhoé part en quête de la précieuse somme, notamment auprès d'Isaac d'York, patriarche juif qu'il sauve d'une embuscade, et à qui il jure, au nom du roi légitime, de mettre fin aux persécutions infligées à son peuple contre son aide financière. Dans la demeure d'Isaac, il fait la rencontre de Rebecca, la fille du vieil homme, qui tombe amoureuse du seigneur saxon, un amour vain cependant, car le cœur du chevalier appartient à Rowena, pupille de Cédric.
Grâce aux pierreries offertes par Rebecca, Ivanhoé se dote d'un cheval et d'une armure afin de participer, sous couvert d'anonymat, au tournoi d'Ashby, avec des joutes équestres organisées par le Prince Jean, qui cherche à asseoir son autorité en opposant ses meilleurs chevaliers normands aux meilleurs saxons, qui subissent une véritable déroute. Ivanhoé fait son apparition en fin de tournoi, et y défie les Normands un par un avec succès. Devant ces victoires, Robin des Bois et Petit Jean, qui avaient tenté de lui décocher une flèche dans la forêt, lui font allégeance et lui proposent leur aide. Déjà touché lors de l’avant-dernier assaut, Ivanhoé est gravement blessé durant la dernière joute par Bois-Guilbert. Cédric, désormais convaincu que son fils n'est ni un lâche ni un traître, lui accorde son pardon et le réhabilite dans son cœur.
Par vengeance, le Prince Jean ordonne la capture des proches du jeune chevalier. Cédric, Rowena, Wamba, Isaac et Rebecca sont conduits sous escorte au château de Front-de-Bœuf. Alerté, Ivanhoé prend la tête des rebelles saxons de Robin des Bois. Il se rend au château et propose à Bois-Guilbert d'être échangé contre son père. Le Normand accepte l'offre mais s'empare du Saxon sans pour autant honorer sa part du contrat. Bois-Guilbert décide immédiatement de pendre Ivanhoé pour empêcher les archers de Robin des Bois d'attaquer. Mais le chevalier réussit à se sauver. Le siège de la forteresse par la rébellion saxonne conduit à la libération des captifs, sauf Rebecca dont Bois-Guilbert est tombé amoureux et qu'il retient prisonnière. Finalement, la rançon fixée par Léopold d'Autriche est réunie par Saxons et Juifs.
En guise de représailles contre les récalcitrants, Jean fait juger et condamner au bûcher, sur la base de faux témoignages obtenus sous la contrainte, la jeune Rebecca pour exercice de la sorcellerie, au grand dam de Bois-Guilbert. Faisant irruption en fin de procès, Ivanhoé invoque la clause du choix de Dieu consistant à mettre dans la balance d'un duel le verdict prononcé. Ivanhoé, qui représente Rebecca, affronte Bois-Guilbert choisi comme champion du tribunal. Le combat s'achève sur la mort du Normand. 
Le retour impromptu de Richard Cœur-de-Lion met fin au règne tyrannique du prince Jean.

## Fiche technique
- Titre original : Ivanhoe
- Titre français : Ivanhoé
- Réalisation : Richard Thorpe
- Scénario : Noel Langley, Marguerite Roberts
- Œuvre originale : d'après le roman éponyme Ivanhoé (1819) de Walter Scott
- Adaptation : Æneas MacKenzie
- Direction artistique : Alfred Junge
- Costumes : Roger Furse
- Photographie : Freddie Young et Stephen Dade (prises de vues additionnelles)
- Son : A.W. Watkins
- Montage : Frank Clarke
- Musique : Miklós Rózsa
- Production : Pandro S. Berman
- Société de production : Metro-Goldwyn-Mayer
- Société de distribution : Metro-Goldwyn-Mayer
- Pays de production :  États-Unis,  Royaume-Uni
- Langue originale : anglais
- Format : couleur (Technicolor) — 35 mm — 1,37:1 — son Mono (Western Electric Sound System)
- Genre : Film d'aventures
- Durée : 106 minutes
- Dates de sortie : 
  - Royaume-Uni : 12 juin 1952 (première à Londres)
  - États-Unis : 31 juillet 1952 (première à New York)
  - France : 19 décembre 1952
  - Belgique : 20 février 1953
- Affiche : Roger Soubie (France)

## Distribution

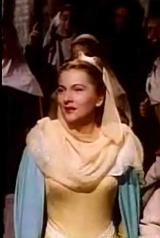
Joan Fontaine dans le rôle de Lady Rowena

- Jean-Claude Michel : narrateur (voix v.f.)
- Robert Taylor (VF : Roland Ménard) : Wilfrid (Wilfred en v.o.) d'Ivanhoé, chevalier saxon de retour de Saint-Jean-d'Acre / un trouvère / le chevalier noir au tournoi d’Ashby
- Finlay Currie (VF : Jean Brochard) : Cedric, seigneur saxon, père d’Ivanhoé
- Emlyn Williams (VF : Eddy Rasimi) : Wamba, esclave et bouffon de Cédric
- May Hallatt (en) (non créditée) : Elgitha, servante de Cédric
- Joan Fontaine (VF : Louise Conte) : Lady Rowena, princesse saxonne pupille de Cédric, amoureuse d’Ivanhoé
- Felix Aylmer (VF : Jean d'Yd) : Isaac d'York, patriarche juif de Sheffield et banquier
- Elizabeth Taylor (VF : Micheline Cevennes) : Rebecca de York, fille d’Isaac et médecin, amoureuse d’Ivanhoé
- Megs Jenkins : Sophie, servante d'Isaac
- Martin Benson (non crédité) : le juif (habillé en violet) qui accompagne Isaac à la remise de la rançon
- Norman Wooland : Richard Plantagenêt, roi normand d'Angleterre, prisonnier de Léopold d'Autriche
- Guy Rolfe (VF : Jean Martinelli) : Jean (Prince John en v.o.), prince normand, frère du roi Richard et régent d'Angleterre
- George Sanders (VF : Jean Marchat) : Sir Brian de Bois-Guilbert, chevalier normand de retour de Terre Sainte
- Robert Douglas (VF : Jacques Dacqmine) : Sir Hughes (Hugh en v.o.) de Bracy, chevalier normand de retour de Terre Sainte
- Francis De Wolff (VF : Louis Arbessier) : Front de bœuf, chevalier normand
- Basil Sydney (VF : Roger Tréville) : Waldemar Fitzurse, conseiller du prince Jean
- Harold Warrender (VF : Pierre Morin) : Locksley (Robin Hood en v.o.), proscrit saxon
- Michael Brennan (en) : Baldwin, normand (avec une moustache et un collier de barbe)
- Valentine Dyall : garde normand
- Jack Churchill : archer au château de Warwick
- Carl Jaffe (en) (VF : Jacques Beauchey) : le moine autrichien qui traduit un courrier à Ivanhoé
- Victor Harrington (non crédité) : spectateur au tournoi (assis derrière Waldemar, à côté de l’homme barbu)
- Lionel Harris : Roger de Bermondsley, homme d’armes, témoin au procès
- Sebastian Cabot (VF : Émile Duard) : clerc de Copmanhurst

## Lieux de tournage
Selon certaines sources, certaines scènes du film auraient été tournées en Écosse au château de Doune, dans les environs de Stirling, mais sur la page de l'office de tourisme écossais consacrée à ce château, c'est la série télévisée de la BBC, Ivanhoé (en) (1997), qui est citée.

## Version française
Dans la version française, le prénom de Brian De Bois-Guilbert est prononcé à la française c’est-à-dire comme le mot "brillant"[réf. nécessaire].

## Autour du film
Selon un article du Hollywood Reporter de 1951, la MGM reçut la permission de la guilde des scénaristes de retirer le nom de Marguerite Roberts du générique, après qu'elle a refusé de témoigner devant la Commission sur les activités non-américaines. Son nom fut restauré au générique par la Writers Guild of America en 1997.

## Exploitation
Le film est sorti en DVD en 2007,.

## Distinctions

### Nominations
- Oscars 1953
  - nomination à l'Oscar du meilleur film pour Pandro S. Berman
  - nomination à l'Oscar de la meilleure photographie pour Freddie Young
  - nomination à l'Oscar de la meilleure partition pour un film dramatique ou une comédie pour Miklós Rózsa
- Golden Globes 1953
  - nomination au Golden Globe de la meilleure musique de film pour Miklós Rózsa